# Малинівка (Храбровське сільське поселення)
Малинівка (рос. Малиновка) — селище Гур'євського міського округу, Калінінградської області Росії. Входить до складу Храбровського сільського поселення.
Населення —  129 осіб (2015 рік). 

## Населення
| 2002 | 2010 |
| ---- | ---- |
| 111  | ↗129 |